# Busiris Facula
La Busiris Facula è una struttura geologica della superficie di Ganimede.